# Les Aventures d'Attila
Vous lisez un « bon article » labellisé en 2011.
Pour les articles homonymes, voir Attila (homonymie).
Les Aventures d’Attila aussi intitulée Attila est une série de bandes dessinées franco-belge d'aventure humoristique animalière créée en 1967 par le scénariste belge Maurice Rosy et le dessinateur suisse Derib dans le no 1531 du journal Spirou. À partir de 1968, Maurice Kornblum écrit avec Rosy les scénarios de la série. Le dessin sera repris en 1987 par Didgé pour une ultime histoire.
La série met en scène le chien Attila, espion de l'armée suisse, dont les facultés mentales ont été augmentées, avec l'acquisition notamment de la parole, jusqu'à en devenir son meilleur élément. Il est accompagné par son maître Ernest Bourrillon, un ancien fourrier. À partir de l'album no 2, il adopte un jeune garçon nommé Odée, puis à partir de l'album suivant, ils sont aidés par un autre chien espion connu sous le nom de Z14, créé par le professeur Comant.
Publiée dans Spirou de 1967 à 1973, puis en 1987, cette histoire est éditée en album souple par Dupuis à partir de 1969. Cette même maison d'édition publie quatre albums jusqu'en 1974, puis une intégrale en 2010. Cette même année, La Vache qui médite publie la cinquième histoire, jusque-là inédite, sous forme d'album.
Originellement fondée sur l'humour que produit le décalage entre Attila vrai chien et Attila espion surentraîné, la série dévie vers l'univers de la science-fiction. Cette confusion des genres entraîne un désaccord entre les scénaristes Rosy-Kornblum et le dessinateur Derib, puis l'arrêt prématuré de la série, que les amateurs de bande dessinée vouaient pourtant à devenir un grand classique.

## Description

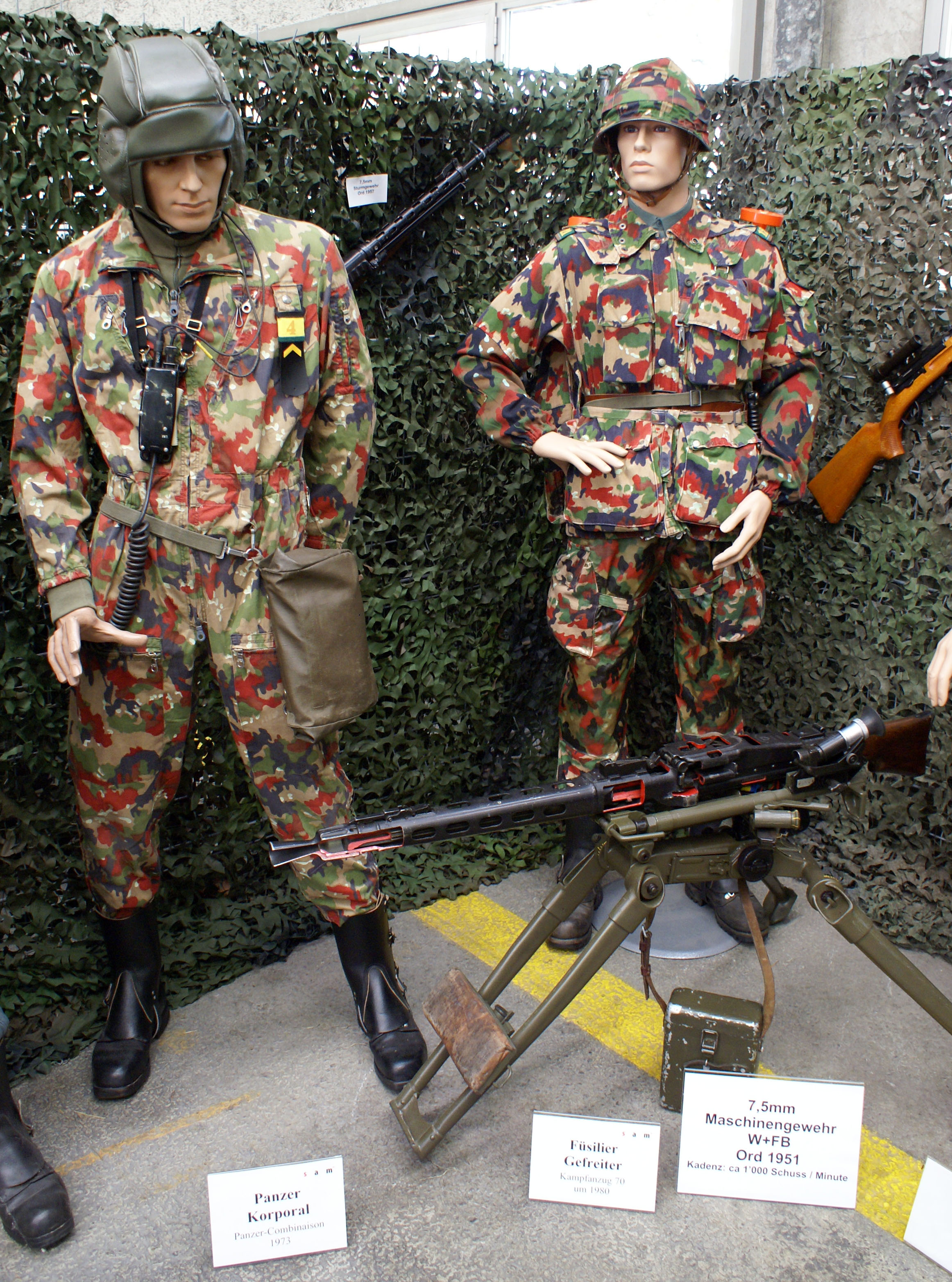
Tenues de combat de l'armée suisse dans les années 1970-80.

### Synopsis
La série raconte les aventures d'Attila, un chien membre de l’armée suisse, sélectionné pour sa grande intelligence et doté de la parole. Cet espion est chargé de protéger les secrets de la Confédération suisse dont souhaitent s'emparer des entités étrangères.

### Personnages
Attila a été choisi parmi plusieurs milliers de candidats canins en raison de ses qualités exceptionnelles. Il est en outre doté de la parole, ainsi que de la faculté de lire, d'écrire et de parler le français, l'allemand, l'italien et le romanche, soit les quatre langues nationales de la Suisse. Ses facultés mentales ont aussi été augmentées. Son défaut est d'être très indiscipliné et au lieu de démasquer les ennemis, il s'oriente vers d'autres aventures loufoques. Son maître est Ernest Bourrillon, travaillant d'abord dans une fourrière cantonale, puis recruté par l'armée suisse après avoir surpris Attila en train de téléphoner en pleine nuit. Il a toujours une anecdote à raconter, là où la situation s'avère importante. Il devient aussi le tuteur légal d'Odée, un petit garçon naïf et amateur de contes de fées qui apparait à partir du deuxième album où il est manipulé par son premier tuteur, Grismouron. Ce dernier souhaite s'emparer sans scrupule de l'héritage d'Odée qui est composé d'un château aux multiples souterrains secrets supposés contenir un trésor secret que personne n'a encore trouvé. Z14 est un autre chien espion possédant la parole comme Attila qui apparait à partir du troisième album. Il a été créé pour protéger Odée par le professeur Comant, un savant qui la plupart du temps tente de résoudre des mystères paranormaux. C'est un petit chien blanc très râleur, mais il va devenir un allié précieux dans la protection d'Odée. Labouf et Lerazé sont deux méchants espions pas très intelligents. Le premier ne pense qu'à manger des sandwichs, alors que le second passe son temps à le réprimander.

## Historique

### Débuts

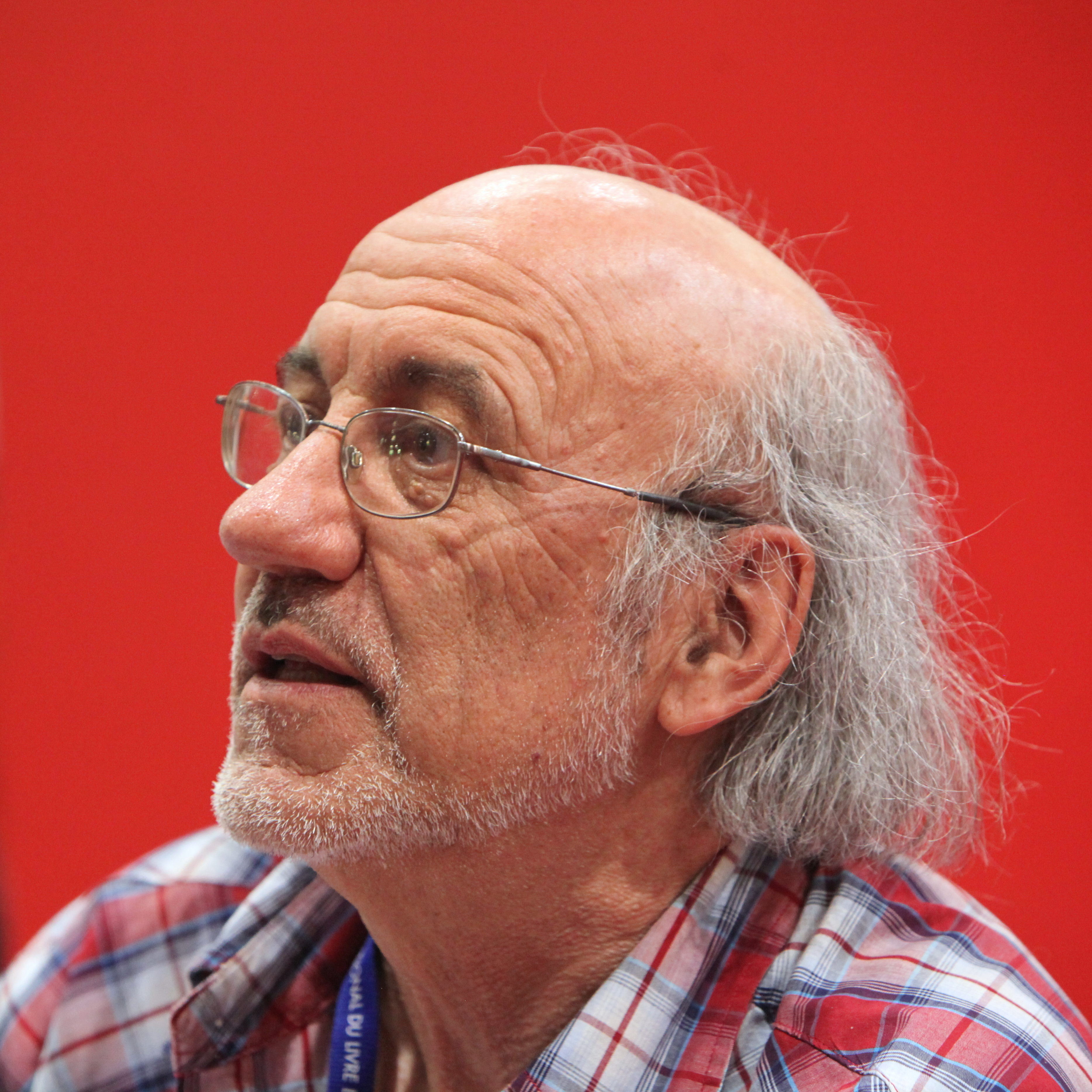
Derib, le dessinateur de la série, en 2011.

À la fin de l'année 1966, alors qu'il collabore toujours avec Peyo pour passer à l’encre les dessins des Schtroumpfs, Derib désire une série à lui. Mais à cette époque, voir ses planches publiées dans le journal Spirou est très compliqué. Dirigé par le rédacteur en chef Yvan Delporte qui vit pourtant ses derniers mois au sein du journal, Spirou est alors au sommet de sa gloire et les séries à succès sont pratiquement présentes à chaque numéro. Derib souhaite dessiner un western, mais le genre est déjà présent avec Lucky Luke de Morris et Jerry Spring de Jijé. Il doit se rabattre sur le genre médiéval, en dessinant les aventures d’Arnaud de Casteloup sur scénario de Charles Jadoul, une série qui lui permet toutefois de dessiner des chevaux, qu'il affectionne. Chez Spirou, il rencontre Maurice Rosy, directeur artistique des éditions Dupuis depuis dix ans et scénariste de nombreuses séries dans le journal comme Bobo ou encore Tif et Tondu. Rosy trouve que le trait du jeune débutant correspond plus à une série humoristique et, en partant de son désir de dessiner des animaux, crée pour lui un chien qui parle, qu'il baptise Attila. Rosy dote son personnage de la parole, trouvant très intéressant les interactions possibles avec les êtres humains. Le projet est lancé, Derib fait une recherche graphique pour les personnages durant plusieurs semaines. Durant cette période, le projet se perfectionne grâce à Delporte qui fait savoir à Rosy que son dessinateur est Suisse. Cette information donne l'idée à Rosy de placer la série dans la Confédération suisse, trouvant que ce pays est peu représenté dans la bande dessinée. C'est ainsi que le chien espion acquiert la nationalité suisse.
Sous la direction d'Yvan Delporte, la première aventure de la série commence dans le journal Spirou no 1531 du 17 août 1967, dont il fait la couverture. C'est un moment important de cette série, puisqu'elle partage le sommaire du numéro aux côtés de prestigieuses séries comme Buck Danny, Gil Jourdan, Tif et Tondu, Marc Dacier ou encore Le Vieux Nick, ainsi que des séries à gags comme Gaston Lagaffe, Boule et Bill et Poussy. La série est considérée comme l'une des bonnes surprises de l'année 1967 dans un journal Spirou qui a du mal à renouveler son sommaire, puisque outre Attila les seules nouveautés sont Les Petits Hommes et Bizu. Pour le scénario, Maurice Rosy décide de donner le ton du merveilleux, un genre qu'il a déjà utilisé dans certaines histoires de la série Tif et Tondu qu'il scénarise en parallèle à Attila. Dans cette première histoire, le dessin de Derib est encore très proche de celui de son formateur, Peyo. La publication de l'histoire prend fin dans le no 1551 du 4 janvier 1968, puis un second épisode est dessiné par le duo qui s'entend de mieux en mieux. Le travail est réparti de la manière suivante, Rosy, qui est aussi un très bon dessinateur, fournit un scénarimage complet et découpé de son histoire. Ensuite Derib est libre de modifier les dessins de Rosy. La seconde histoire, intitulée Attila au château, est publiée dans les pages de Spirou du no 1574 du 13 juin 1968 au no 1595 du 7 novembre 1968. Cette même année, les deux premières histoires sont publiées sous forme d'album.

### Arrivée du troisième homme

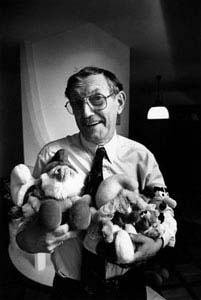
Peyo, l'un des formateurs du dessinateur Derib. Ce dernier quitte son studio pour avoir sa propre série.

À la fin des années 1960, la bande dessinée franco-belge va évoluer. Tandis que le journal Spirou arrive au bout de son âge d'or, le journal français Pilote est en train de révolutionner le métier d'auteur de bande dessinée. C'est durant ces bouleversements que Maurice Rosy va se remettre en cause professionnellement. Travaillant depuis plus de douze ans comme donneur d'idées aux éditions Dupuis, il peine à retrouver son inspiration, surtout après mai 68. Il rencontre alors Maurice Kornblum, un commerçant qui possède un magasin de matériel de sport et de camping, mais qui rêve de devenir artiste peintre. À son contact, Maurice Rosy va prendre conscience que son travail n'est pas estimé à sa juste valeur chez Dupuis et devint beaucoup plus ambitieux. Les deux hommes vont s'associer afin de mettre leurs qualités et leurs souhaits en commun. Avec l'argent de Maurice Rosy et de la vente du magasin, ils louent un bureau à Bruxelles près de la rédaction de Spirou, ainsi qu'une composteuse IBM (très rare à l'époque pour des particuliers) et une caméra Rank Xerox qui leur sert à grossir, diminuer et copier les dessins qu'ils produisent. Avec ce matériel, ils créent leur propre société appelée B.C.D.E. (Bureau centralisateur de distribution et d'extension). Ils ont notamment pour intention d'écrire des bandes dessinées, mais aussi imprimer des livres et fabriquer un parfum. Dans le domaine de la bande dessinée, Maurice Kornblum produit des idées de scénarios que Maurice Rosy dessine. Le duo va louer une grande maison à Baisy-Thy où ils vont s'installer avec leurs enfants respectifs (les deux hommes viennent de divorcer). Le duo va s'associer pour écrire en 1969, le scénario de la troisième histoire de la série (l'association est scellée par contrat). La première histoire du trio d'auteurs est un récit complet de huit pages intitulée Le Réveillon d’Attila publiée dans le Spirou no 1601 du 19 décembre 1968. Quant à la première histoire à suivre intitulée Attila et le Mystère Z14, elle est publiée dans Spirou à partir du no 1655 du 1er janvier 1970 jusqu'au no 1675 du 21 mai 1970. C'est à partir de cette histoire que le dessinateur Derib va se sentir délaissé face à la nouvelle relation avec son duo de scénariste. D'une part parce qu'il ne participe quasiment plus à l'écriture de l'histoire, ne communiquant avec le duo que par correspondance. D'autre part, il va de moins en moins s'amuser à dessiner la série, Maurice Kornblum lui ayant fait comprendre de désormais bien respecter les scénarimages de Maurice Rosy. Cette nouvelle contrainte va faire perdre à Derib son inventivité. En 1971, la troisième histoire est publiée sous forme d'album.
En 1973, est publiée la quatrième histoire intitulée La Merveilleuse Surprise d'Odée à partir du Spirou no 1816 du 1er février 1973 au no 1834 du 7 juin 1973. Le dessinateur prend alors conscience qu'il ne trouvera pas sa place au sein de la nouvelle équipe. De plus, l'arrivée de la science-fiction dans la série fait perdre définitivement à Derib toute envie de continuer, alors qu'une cinquième histoire est entièrement scénarimagée par le duo de scénaristes. Il quitte même le journal Spirou quand un des scénarios qu'il propose pour la série est refusé par l'éditeur, alors que des maîtres de la bande dessinée comme André Franquin et Peyo le trouvaient bien, le rédacteur en chef de l'époque Thierry Martens va même jusqu'à signifier à Derib que ses bandes dessinées ne l'intéressent pas. Charles Dupuis propose à Maurice Rosy de reprendre la série, mais ce dernier refuse et en profite pour changer de vie en quittant définitivement le monde de la bande dessinée. Dans le même temps, il rompt son association avec Maurice Kornblum pour des raisons financières, mais aussi pour retrouver une liberté qu'il estime perdue. La quatrième histoire est toutefois publiée en 1974 sous forme d'album.

### Retour d'Attila
Après l’arrêt de la série, les auteurs cèdent les droits aux éditions Dupuis. Celles-ci décident de relancer la série en 1987, en ressortant des tiroirs le scénario inédit de Maurice Rosy et Maurice Kornblum. C'est le dessinateur Didgé, le fils de Didier Chardez, qui est mandaté par Dupuis pour dessiner cette histoire. Les deux scénaristes ne sont pas prévenus de cette reprise, Maurice Kornblum n'est même pas crédité comme coscénariste de l'aventure. L'histoire intitulée Bak et Flak étonnent Attila, est publiée dans le journal Spirou du no 2578 du 8 septembre 1987 au no 2584 du 20 octobre 1987. Cette œuvre, jusqu'alors inédite en album, sera publiée à trois cents exemplaires par les éditions La Vache qui édite en octobre 2010 un tirage spécial de quatre-vingt-dix pages en couleur et en noir et blanc reprenant les quarante-quatre planches, suivant par de quarante-cinq planches crayonnées de Maurice Rosy. Dans le même mois et même année, Dupuis décide de rééditer les quatre aventures d'Attila en format d'intégrale.

## Analyse

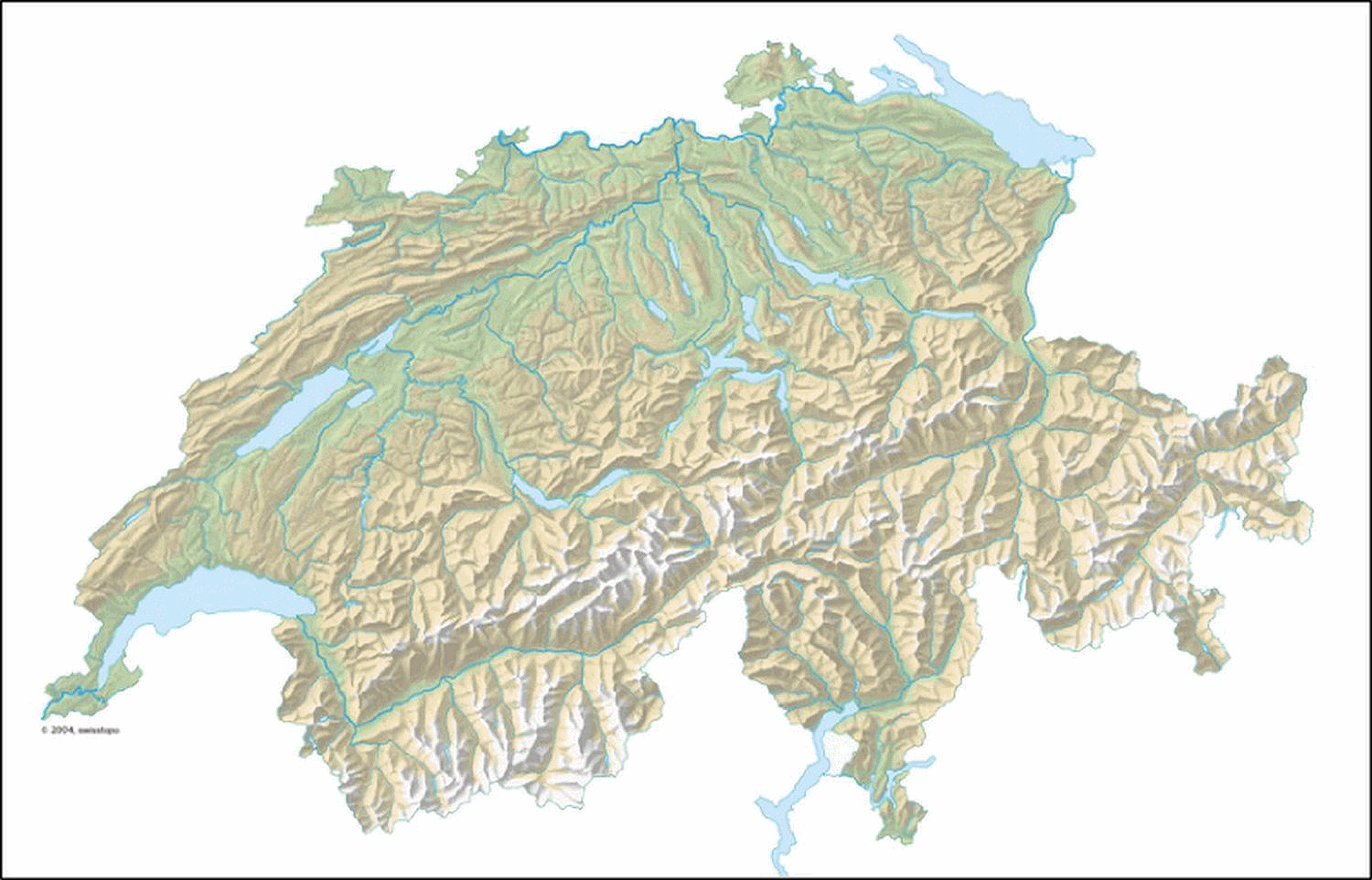
Carte de la Suisse, pays où se déroule la série.

### Une œuvre inachevée
Pour les amateurs de bande dessinée, Attila est une série qui n'a pas eu le destin qu'elle méritait et qui aurait pu devenir un grand classique du neuvième art. Malgré le succès auprès des lecteurs du journal Spirou de l'époque, les auteurs arrivaient à la fin d'un cycle. Derib souhaitait dessiner ses propres histoires, qui sont refusées, dont une d'Attila par le rédacteur en chef de Spirou de l'époque, alors que Maurice Rosy souhaitait changer de vie et quitter le milieu de la bande dessinée. De plus, l'arrivée d'un troisième homme, Maurice Kornblum, change la physionomie de la série qui dévie vers la science-fiction au grand dam de Derib, qui préfère que la série tourne autour de la situation comique du personnage à la fois espion et chien.

### Style graphique
Quand Derib commence à dessiner la série, il vient juste de quitter le studio Peyo, où il encrait Les Schtroumpfs. Le style graphique du premier album est alors très proche de celui du maître, avec des gros nez et des grosses oreilles, le dessin caricatural étant en élément essentiel du style Spirou de l'époque. Dès le deuxième album, le dessin se détache de celui de Peyo, mais reste très proche de celui de l'école de Marcinelle. Néanmoins cela n’empêche pas Derib d'approfondir les décors présents dans ses dessins, ce qui est une marque plus proche de l'école de Bruxelles, chère au journal Tintin (que Derib rejoindra après avoir abandonné sa série Attila). Les couleurs sont assurées par le Studio Léonardo, qui assure l'intégralité de la mise en couleur du journal Spirou. Derib n'aime pas cette unité de couleur qui empêche les séries d'avoir leur propre esprit, de plus la technique utilisée par le journal – tester les tons par rapport à l'impression – empêche toute correction en cas de mauvaise impression. Pour aider le jeune dessinateur débutant, le scénariste Maurice Rosy lui fournit un scénarimage complet de l'histoire, que Derib est libre de modifier selon son inspiration. Un scénarimage dont l'éditeur Charles Dupuis pense qu'il pourrait être édité sans être retouché.

### Humour
L'humour de la série est basé sur un décalage, celui du chien Attila à la fois espion pour l'armée suisse qui parle et se comporte comme un être humain, mais qui n'hésite pas à agir comme ses congénères quand il s'agit de cacher son identité ou pour espionner plus facilement. Une autre forme d'humour est présente, le comique de répétition, avec le personnage d'Ernest Bourrillon, maître d'Attila, qui raconte une anecdote qui commence par « Ça me rappelle la fois où ... » à chaque fois que la situation se complique. Ce qui a le don d'énerver Attila.

### Critiques
La sortie de l'intégrale en 2010 a permis de nombreuses nouvelles critiques sur la série. Pour le site bdtresor.net, il s'agit « d'un vrai bonheur ». Le site coinbd.com note trois sur cinq le deuxième album Attila au château (Originalité trois sur cinq, scénario trois sur cinq, dessin trois et demi sur cinq). Le site Sceneario.com qualifie l'intégrale de « chef-d'œuvre indispensable » qualifiant aussi le dossier d'introduction d'« excellent » et qui permet au lecteur d'être directement avec les auteurs. Finalement, cette intégrale est « indispensable à tous les amoureux des séries historiques du journal Spirou ». Pour Actuabd, « cette réédition permet de retrouver cette série peu connue de Derib » et le récit de présentation donne « un éclairage passionnant sur le magazine de la bonne humeur ».

## Publication

### Revue

Logo apparu dans Spirou en 1967.

La couverture de Spirou no 1531, du 17 août 1967 présentait un nouveau personnage animalier Attila, poursuivi par un militaire criant « Ici, Attila ! On nous attend à la page 4 ! ». Son aventure y commençait donc dans un récit à suivre intitulé Un métier de chien jusqu'au no 1551, du 4 janvier 1968. L'espion à quatre pattes revenait dans le no 1574, du 13 juin 1968 pour une nouvelle mission Attila au château jusqu'au no 1595, du 7 novembre 1968. Pour le thème Spécial Noël, Spirou no 1601 du 19 décembre 1968 s'offrit un récit complet de huit pages Le Réveillon d’Attila coécrit avec Maurice Kornblum. Dans le no 1637 du 28 août 1969, une page publicitaire annonçait la sortie officielle d'Attila en album souple sous le titre Un métier du chien. Au jour du nouvel an, la couverture du no 1655, du 1er janvier 1970 représentait Attila et le Mystère Z14, épisode où participa Maurice Kornblum, jusqu'au no 1675, du 21 mai 1970. Avec encore Maurice Kornblum, les créateurs laissaient la place dans l'hebdomadaire Spécial 33e anniversaire no 1682 du 9 juillet 1970 un récit complet de deux pages sans titre. Trois ans après, Attila faisait sa dernière apparition sur la couverture du no 1816, du 1er février 1973, nous laissant découvrir La Merveilleuse Surprise d'Odée, jusqu'au no 1834, du 7 juin 1973, un Spécial vacances. Après quatorze ans, le chien suisse réapparait dans le no 2578 du 8 septembre 1987 pour une nouvelle aventure à suivre qui a pour titre Bak et Flak étonnent Attila, écrit par les deux Maurice — Rosy et Kornblum — et dessinée par Didgé, jusqu'au no 2584 du 20 octobre 1987.
| Année | Titre                           | Début   | Fin     |
| 1967  | Un métier de chien              | no 1531 | no 1551 |
| 1968  | Attila au château               | no 1574 | no 1595 |
|       | Le Réveillon d’Attila           | no 1601 |         |
| 1970  | Attila et le Mystère Z14        | no 1655 | no 1675 |
|       | (sans titre)                    | no 1682 |         |
| 1973  | La Merveilleuse Surprise d'Odée | no 1816 | no 1834 |
| 1987  | Bak et Flak étonnent Attila     | no 2578 | no 2584 |
| ----- | ------------------------------- | ------- | ------- |

### Albums

#### Historique des publications en album
Le premier album de la série est publié en 1969 aux éditions Dupuis. Il s'agit d'un album broché intitulé Un métier de chien. Il est dessiné par Derib et scénarisé par Maurice Rosy. Le deuxième album sort la même année et a pour titre Attila au château. En 1971, est publié le troisième album intitulé Le Mystère Z 14. Cet album comme le suivant est coscénarisé par Maurice Kornblum. Le quatrième et dernier album original des éditions Dupuis sort en 1974 avec pour titre La Merveilleuse Surprise d'Odée. À partir de 1985, les éditions Dupuis entament la réédition des albums de la série en albums cartonnés. La réédition du premier album se fait dans la collection Péchés de Jeunesse dont il est le no 23. L'année suivante est réédité le deuxième album, correspondant au no 24 de la collection. En 1987 sort le troisième et dernier album réédité en cartonné, en tant que no 25 de la collection Péchés de Jeunesse. Le cinquième et dernier album de la collection originale est publié en 2010 aux éditions La Vache qui Médite avec pour titre Bak et Flak étonnent Attila. Il s'agit d'un album publié à 300 exemplaires, comprenant l'histoire dessinée par Didgé publiée en 1987 dans le journal Spirou et le scénarimage réalisé par Maurice Rosy dix ans avant celle de Didgé. Quelques mois plus tard, les éditions Dupuis sortent, dans la collection Patrimoine, une Intégrale des quatre premiers albums ainsi que les deux histoires courtes publiées dans Spirou. En introduction, l'album contient une présentation de la série écrite par Christelle et Bertrand Pissavy-Yvernault.

#### Collection originale
- 1 Un métier de chien, Dupuis, 1969
Scénario : Maurice Rosy - Dessin : Derib
- 2 Attila au château, Dupuis, 1969
Scénario : Maurice Rosy - Dessin : Derib
- 3 Le Mystère Z 14, Dupuis, 1971
Scénario : Maurice Rosy et Maurice Kornblum - Dessin : Derib
- 4 La Merveilleuse Surprise d'Odée, Dupuis, Patrimoine, 1974
Scénario : Maurice Rosy et Maurice Kornblum - Dessin : Derib
- 5 Bak et Flak étonnent Attila, La Vache qui médite, 2010
Scénario : Maurice Rosy et Maurice Kornblum - Dessin : Didgé et Maurice Rosy

#### Intégrale
- Attila - L'intégrale, Dupuis, Patrimoine, 2010
Scénario : Maurice Rosy et Maurice Kornblum - Dessin : Derib - (ISBN 978-2-8001-4730-7)

#### Réédition
- 23 Un métier de chien, Dupuis, Péchés de Jeunesse, 1985
Scénario : Maurice Rosy - Dessin : Derib - (ISBN 2-8001-1169-0)
- 24 Attila au château, Dupuis, Péchés de Jeunesse, 1986
Scénario : Maurice Rosy - Dessin : Derib - (ISBN 2-8001-1245-X)
- 25 Le Mystère Z 14, Dupuis, Péchés de Jeunesse, 1987
Scénario : Maurice Rosy et Maurice Kornblum - Dessin : Derib - (ISBN 2-8001-1481-9)

### Publication à l'étranger
De avonturen van Attilaen néerlandais 
- 1 Een hondebaan, Dupuis, 1969
Scénario : Maurice Rosy - Dessin : Derib
- 2 Attila speelt tegen, Dupuis, 1969
Scénario : Maurice Rosy - Dessin : Derib
- 3 De raadselachtige Z14, Dupuis, 1971
Scénario : Maurice Rosy et Maurice Kornblum - Dessin : Derib
- 4 Vliegspul voor Z-14, Dupuis, Patrimoine, 1974
Scénario : Maurice Rosy et Maurice Kornblum - Dessin : Derib

Attila der Meisterdetektiv
en allemand
- Kennwort Goldene Nase, Bastei, 1972. Scénario : Maurice Rosy - Dessin : Derib
- Unternehmen Schlossgespenst, Bastei, 1972. Scénario : Maurice Rosy - Dessin : Derib
- Das Geheimnis von Z14, Bastei, 1972. Scénario : Maurice Rosy - Dessin : Derib